# Ionian (schip, 1938)
De Ionian was een Brits stoomvrachtschip van de Britse reder 	Ellerman & Papayanni Lines Ltd. Het schip met een waterverplaatsing van 3.114 ton is gebouwd door de Britse scheepswerf W. Gray & Co Ltd in Hartlepool. Het schip is tijdens de Tweede Wereldoorlog op een zeemijn gevaren en gezonken.
Het schip maakte deel uit van het geallieerde konvooi FS 43 dat op weg was van het vliegveld Southend in Oost-Engeland naar Methil in Schotland. De Ionian was op weg van Kreta naar Methil met een lading krenten en mohair. Het konvooi FS 43 vertrok op 28 november 1939 uit Southend richting Methil en arriveerde een dag later op de plaats van bestemming. Om ongeveer 01:30 op 29 november voer de Ionian op een zeemijn. Door de explosie maakte het schip water en zonk het uiteindelijk. De 37 bemanningsleden overleefden de explosie en konden worden opgepikt door de Britse sloep Hastings.
De zeemijn waarop de Ionian voer was op 21 november 1939 gelegd door de Duitse onderzeeboot U-20. De Ionian was het eerste slachtoffer van de U-20 tijdens de Tweede Wereldoorlog.